# Émile Pessard
Émile Louis Fortuné Pessard (Parigi, 29 maggio 1843 – Parigi, 10 febbraio 1917) è stato un compositore francese.

## Biografia
Pessard nacque e morì a Parigi. Studiò al Conservatorio di Parigi, dove vinse il 1º premio in armonia. Nel 1866 vinse il Grand Prix de Rome con la sua cantata Dalila che fu eseguita all'Opera di Parigi il 21 febbraio 1867. Dal 1878 al 1880 fu ispettore di canto nelle scuole di Parigi, nel 1881 divenne professore di armonia al Conservatorio di Parigi.
Tra i suoi studenti figurano Maurice Ravel, Jacques Ibert, William Molard, Albert Seitz e Justin Élie. Dopo il 1895 fu critico e regista. Compose molte opere comiche e operette, oltre a messe.

## Opere

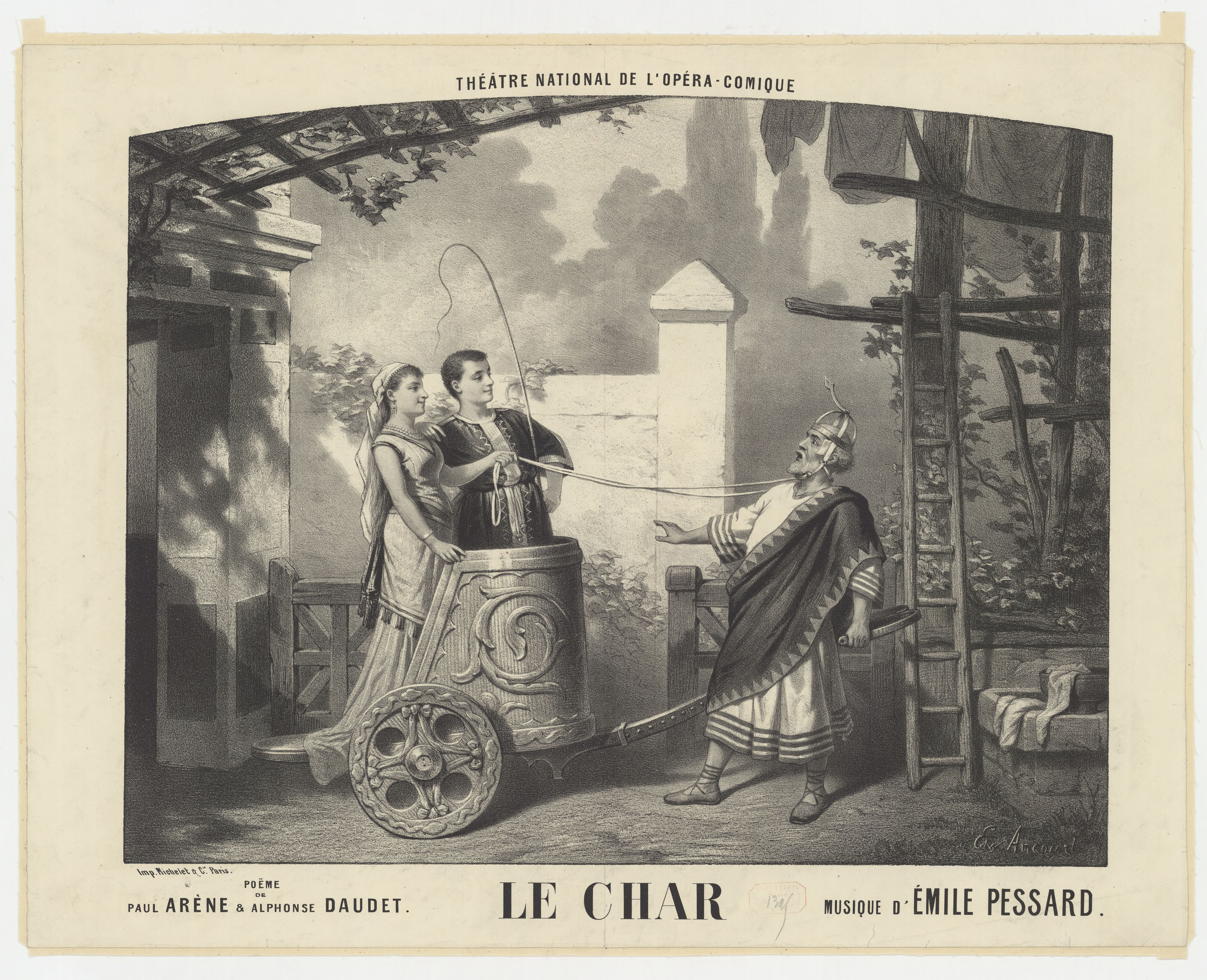
Le Char, poster di Edward Ancourt, 1878

- Dalila (cantata, 1866) Prix de Rome.[5]
- La Cruche cassée (opéra comicque in 1 atto, libretto di Hyppolite Lucas ed Emile Abraham, dato in anteprima il 21 febbraio 1870 all'Théâtre de l'Opéra-Comique di Parigi)
- Don Quichotte (opera, presentata per la prima volta il 13 febbraio 1874, alla Salle Érard di Parigi)
- Le Char (opera, presentata per la prima volta il 18 gennaio 1878, al Théâtre de l'Opéra-Comique di Parigi)
- Le Capitaine Fracasse (opera, anteprima il 2 luglio 1878 al Théâtre Lyrique di Parigi)
- Tabarin (opera, inaugurata il 12 gennaio 1885, al Théâtre de l'Opéra a Parigi)
- Tartarin sur les Alpes (opera comica, inaugurata il 17 novembre 1888, al Théâtre de la Gaîté di Parigi)
- Les Folies amoureuses (opera comica, presentata per la prima volta il 15 aprile 1891 al Théâtre de l'Opéra-Comique di Parigi); Opera in tre atti di Regnard, di André Lénéka ed Emmanuel Matrat, con Lise Landouzy (1861-1943) (Agathe, soprano), Zoé Molé-Truffier (1855-1923) (Lisette, soprano), Ernest Carbonne (Eraste, tenore), Gabriel Soulacroix (Crispin, baritono), Lucien Fugère (Albert, basso), Edmond Clément (Clitandre, tenore) e Mr. Thierry (Ragotin, basso); Jules Danbé, direttore d'orchestra e Henri Carré (1848-1925), direttore del coro.
- Une Nuit de Noël (opera, presentata per la prima volta nel 1893 al Théâtre de l'Ambigu-Comique di Parigi)
- Mam'zelle Carabin (opera comica, inaugurata il 3 novembre 1893 al Bouffes-Parisiens, Salle Choiseul, a Parigi)
- Le Muet (opera in 1 atto, 1894)
- La Dame de trèfle (opera comica, inaugurata il 13 maggio 1898 al Bouffes-Parisiens, Salle Choiseul, a Parigi)
- L'Armée des vierges (opera comica in 3 atti, presentata per la prima volta il 15 ottobre 1902, alla Bouffes-Parisiens, Salle Choiseul, a Parigi)
- L'Epave (opera comica in 1 atto, presentata per la prima volta il 17 febbraio 1903, alla Bouffes-Parisiens, Salle Choiseul, a Parigi)

## Incisioni
- Émile Pessard - Vingt-cinq pièces pour le piano. Olivier Godin. XXI-21 Produzioni. 2011
- 2 canzoni nella raccolta: L’invitation au voyage Mélodies from La belle époque : Le spectre de la rose (Théophile Gautier), Oh! quand je dors (Victor Hugo). John Mark Ainsley (tenore) Graham Johnson (pianista). Hyperion Records
- Dans la Forêt, Op. 130 nella raccolta Chant d'Automne Forgotten Treasures Vol. 6 Ulrich Hubner (horn) Kolner Akademie, Michael Alexander Willens
- Una canzone nella raccolta: L'adieu de matin, from Cinq Mélodies; rec. Richard Crooks (tenore) su RCA Victor, 1940; sulla raccolta Richard Crooks in Songs and Ballads (Nimbus Records)
- Petite Messe brève, op.62, per una o due voci ed organo: Maîtrise d'Enfants Notre-Dame de Brive ; solisti: Virginie Verrez, Alice Imbert ; direttore del coro: Christophe Loiseleur des Longchamps. Registrato a Gramat (Lot), con un organo Junck. Giugno 2004. Studio création n°200402.